# نبيهة عبود
نبيهة عبود (1897-1981)، باحثة وأكاديمية عراقية تخصصت في التاريخ الإسلامي، أكملت دراستها الأولية في بغداد، ثم حصلت على شهادة ماجستير في التاريخ من جامعة بوسطن في الولايات المتحدة الأميركية عام 1925، حصلت على الجنسية الأمريكية بعد اقامتها في الولايات المتحدة، وعملت في المعهد الشرقي في جامعة شيكاغو، ولديها مجموعة من البحوث والدراسات والكتب المنشورة باللغة الانكليزية.

## الولادة والنشأة
ولدت نبيهة في ماردين عام 1314هـ/1897م. من عائلة عربية الأصل سكنت جنوب شرق الأناضول، كان والدها تاجرًا مسيحيًا جلبت أنشطته التجارية عائلتهُ أولاً إلى مدينة الموصل، ثم استقر في بغداد، فنشأت نبيهة ودرست اللغة العربية في مدارس بغداد، ولقد سافر والدها إلى بومباي وهناك حضرت العديد من المدارس التي تعلمت فيها باللغة الإنجليزية، وفي عام 1919 أكملت دراستها الجامعية مع مرتبة الشرف في كلية إيزابيلا ثوبورن في لكناو.
بعد تخرجها عادت لفترة قصيرة إلى وطنها العراق وعملت هناك في تعليم النساء، وعرضت عليها 
الباحثة وعالمة الآثار البريطانية غيرترود بيل صداقتها ودعمتها في بحثها.
في عام 1923، سافرت نبيهة مع عائلتها إلى الولايات المتحدة، وحصلت على درجة الماجستير في عام 1925 من جامعة بوسطن. وفي الفترة من عام 1925 إلى عام 1933، درّست التاريخ في كلية أسبوري في ويلمور، وكنتاكي، وترقت في مهنة التدريس إلى منصب رئيسة قسم التاريخ. وفي عام 1933 انضمت إلى المعهد الشرقي لجامعة شيكاغو لبدء دراستها للدكتوراه تحت إشراف مارتن سبرينكلينك. ثم أصبحت أستاذة للدراسات الإسلامية في المعهد الشرقي في عام 1949. وبعد إحالتها على التقاعد عام 1963، حازت على لقب أستاذة فخرية في الجامعة.

## البحوث
عملت وركزت نبيهة عبود في بحوثها على الدراسات العربية والإسلامية. وكان لدى المعهد الشرقي مجموعة كبيرة من البرديات الإسلامية المبكرة والوثائق المخطوطة على الورق، فنشرت نبيهة هذهِ الوثائق وساعدت في توسيع مجموعة المعهد الأثرية.

## من مؤلفاتها
ألفت نبيهة العديد من المقالات والبحوث وصدر لها عام 1946 كتاب بعنوان ملكتا بغداد الخيزران وزبيدة (Two Queens of Baghdad) طبع ونشر في شيكاغو.
ومن أهم مؤلفاتها:
- عائشة أم المؤمنين.
- قرة بن شريك حاكم مصر.
- الإسلام والحضارة الحديثة في مصر.

كما صدر لها مجموعة مقالات ودراسات نشرت في العديد من الصحف والمجلات منها:
- أوراق بردي عربية من عام 250 هـ ( الصحيفة الأمريكية الشرقية 1937 ).
- ورق بردي عن حكم جعفر المتوكل على الله ( المجلة الشرقية الألمانية، 92، 1938 ) ونسخة مغربية من القرآن في مجموعة الدكتور بول هدسون ( الصحيفة الأمريكية للغات والآداب السامية، 55، 1938 ).
- الأرقام العربية ( مجلة الجمعية الملكية الآسيوية 1938 ).
- تزيين نسخ القرآن في مكتبة الشاه حسين صفوي ( الفن الإسلامي , 1938 – 39 ).
- كتابة ابن مقلة ( الصحيفة الأمريكية للغات والآداب السامية 1939 ).
- وثائق فارسية عن مغول الهند ( صحيفة الجمعية الأمريكية الشرقية 1939 ).
- عقود الزواج العربية على ورق البردي ( المجلة الشرقية الألمانية , 95 , 1941 ).
- استقراء الكتابات العربية القديمة (الفن الإسلامي، 1941).
- المرأة والدولة في فجر الإسلام ( صحيفة دراسات الشرق الأدنى , 1 , 1943 , وقد نقلها إلى العربية الأستاذ محمد عبد الغني حسن , المقتطف 1943).
- أوراق البردي في المعهد الشرقي : تواريخ الأنبياء ( الصحيفة الأمريكية 1946).
- كتابات قصر الخزانة ( الفن الإسلامي، 1946).
- ألف ليلة ولية ( صحيفة دراسات الشرق الأدنى، 1949 ).
- وثائق عن مصر وإدارتها في أوائل القرن الثامن عشر (مطبوعات جامعة شيكاغو 1939).[3]

## وفاتها
توفيت نبيهة عبود في شيكاغو عام 1401هـ/1981م،